# Days (Hawaiian6の曲)
「Days」（デイズ）は、Hawaiian6のシングル。2007年2月28日に発売された。

## 概要
Hawaiian6唯一のシングル。レーベル会社「PIZZA OF DEATH RECORDS」の3週連続シングルリリースの一環としてリリースされ、本作は2作目である。
表題曲のDaysは2曲目に収録。全曲アルバム未収録である。

## 収録曲
1. Metropolis
2. Days
3. Without A Sound